# Victor Manuel Maldonado Barreno
Victor Manuel Maldonado Barreno OFM (* 14. Februar 1927 in Alausí; † 17. August 2025) war ein ecuadorianischer römisch-katholischer Ordensgeistlicher und Weihbischof in Guayaquil.

## Leben
Victor Manuel Maldonado Barreno trat der Ordensgemeinschaft der Franziskaner bei und empfing am 29. Juni 1953 das Sakrament der Priesterweihe. Nach Studien in Rom wurde er in Guayaquil Direktor des Radiosenders Radio San Francisco. 1974 gründete er mit anderen Franziskanern auf den Galápagos-Inseln den Sender Radio Santa Cruz, den er bis 1984 leitete.
Papst Johannes Paul II. ernannte ihn am 18. Mai 1984 zum Apostolischen Präfekten von Galápagos.
An 2. Februar 1990 ernannte ihn Papst Johannes Paul II. zum Weihbischof in Guayaquil und zum Titularbischof von Ceramussa. Der Erzbischof von Guayaquil, Juan Ignacio Larrea Holguín, spendete ihm am 3. März desselben Jahres die Bischofsweihe; Mitkonsekratoren waren dessen Amtsvorgänger Bernardino Echeverría Ruiz OFM und Erzbischof Luigi Conti, Apostolischer Nuntius in Ecuador.
Am 4. Oktober 2003 nahm Papst Johannes Paul II. seinen altersbedingten Rücktritt an.